# Forte de Santa Catarina (Lajes do Pico)

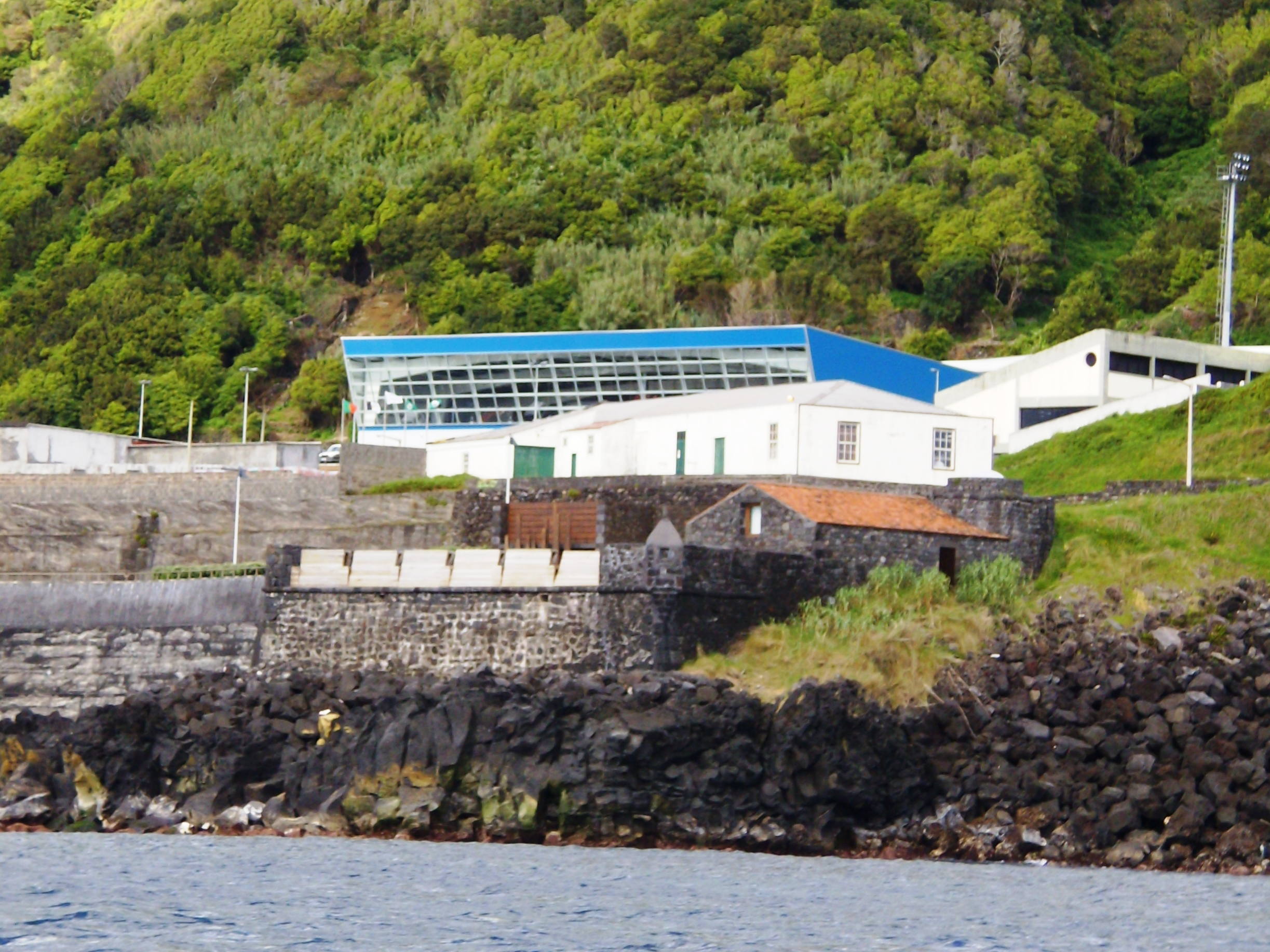
Forte de Santa Catarina, Lajes do Pico.

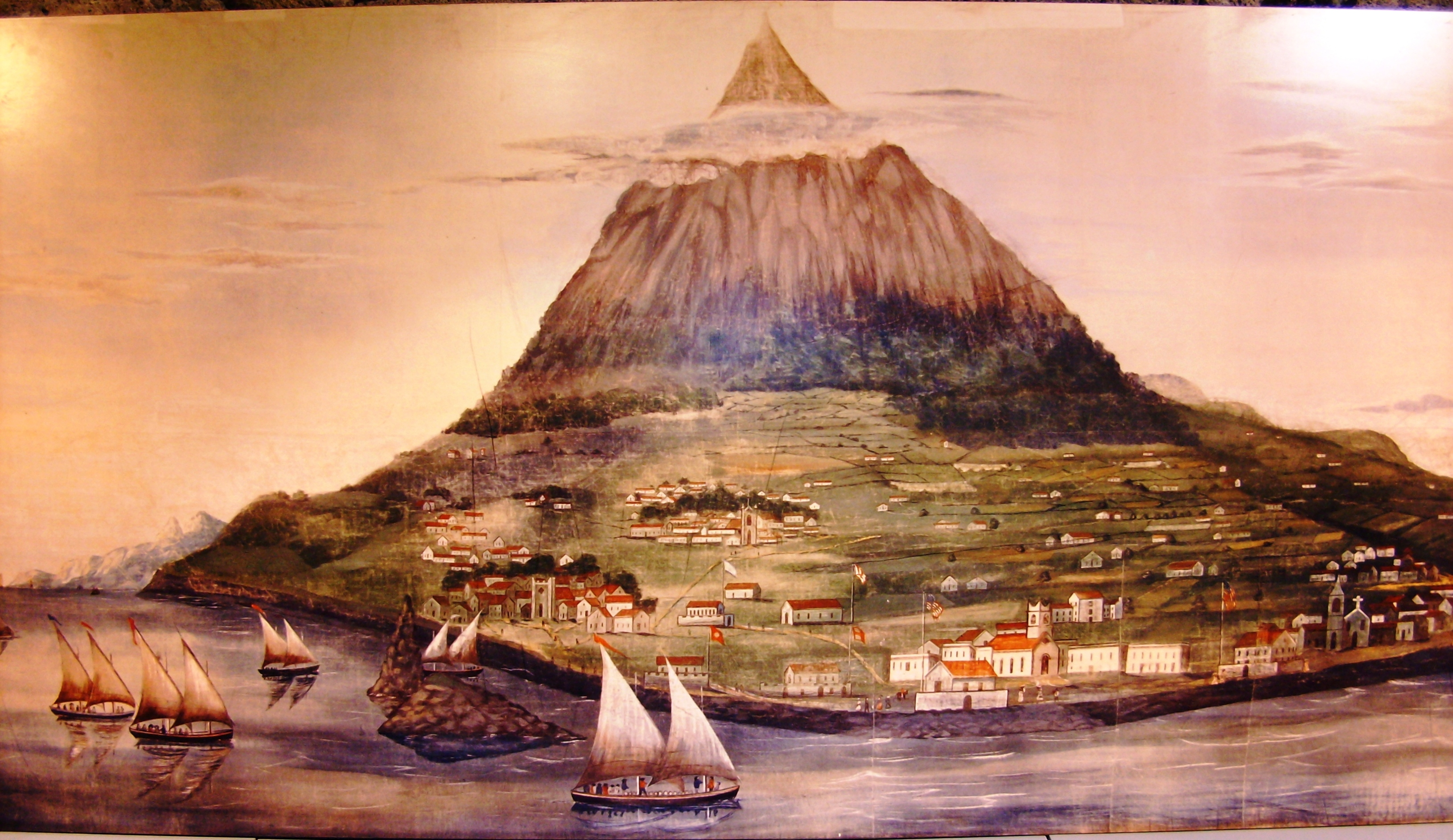
Vista do Pico (Russel & Purrington, c. 1848).

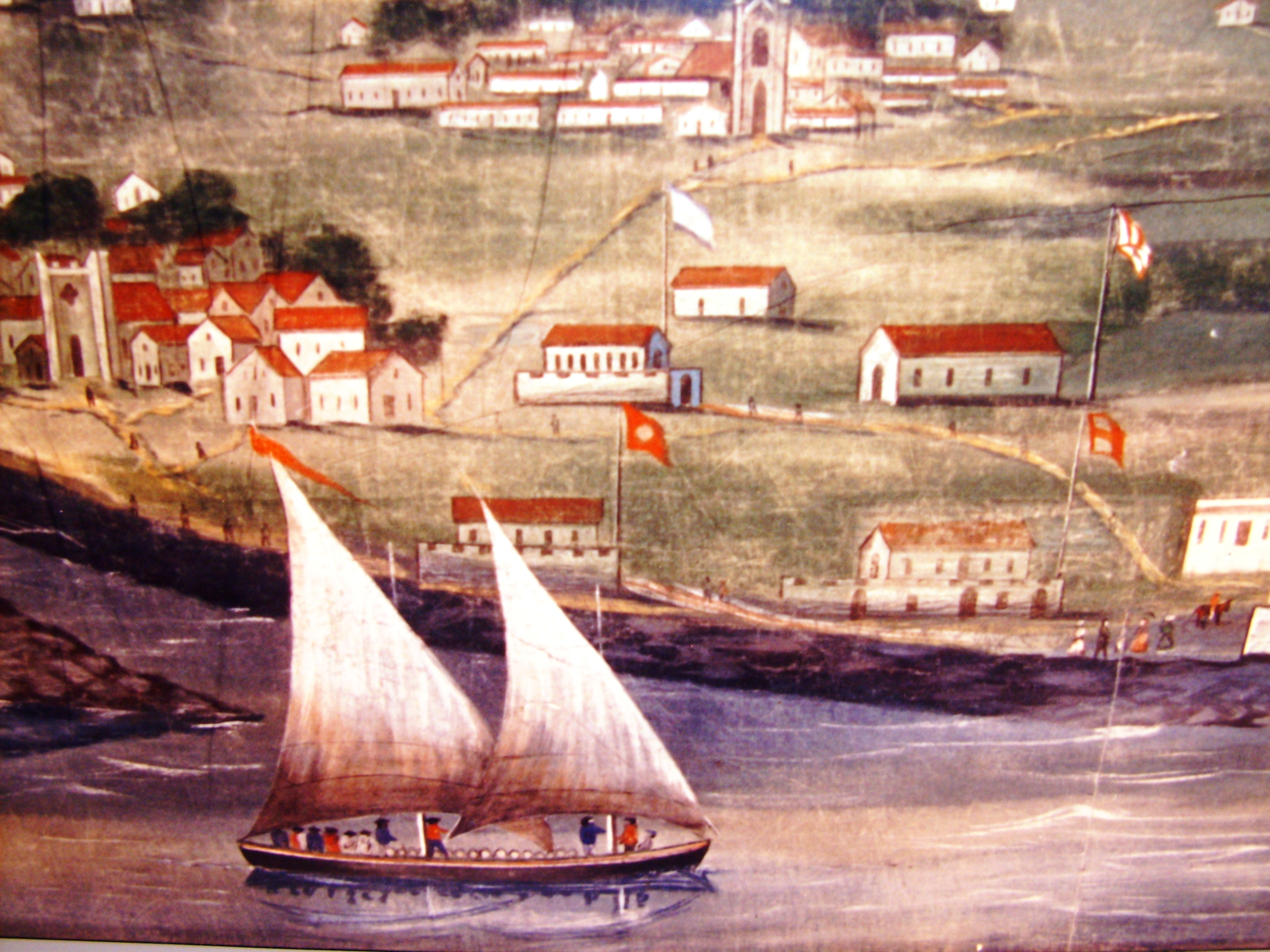
Vista das Lajes do Pico (Russel & Purrington, c. 1848), detalhe mostrando o Forte de Santa Catarina.

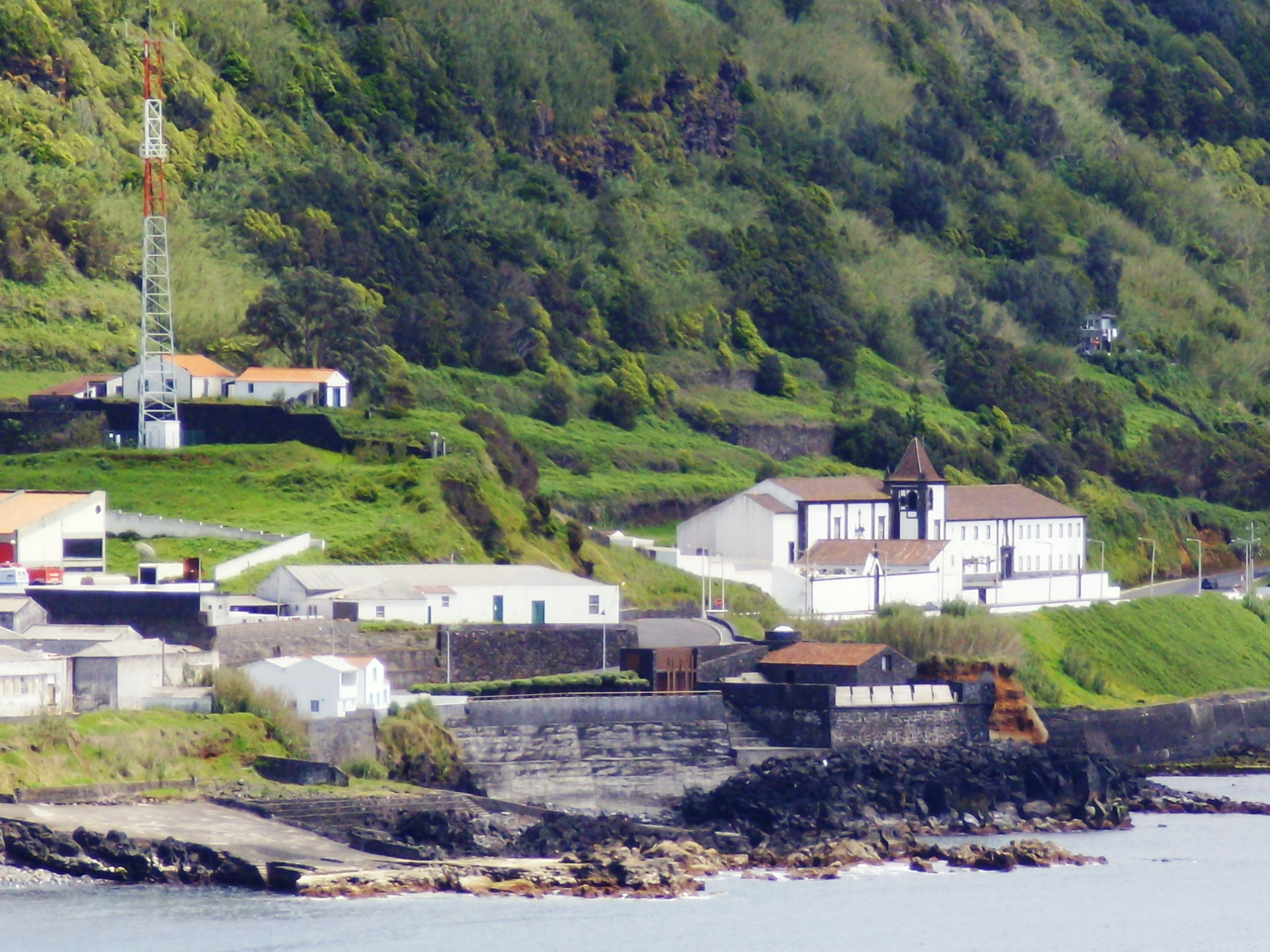
Forte de Santa Catarina, Lajes do Pico.

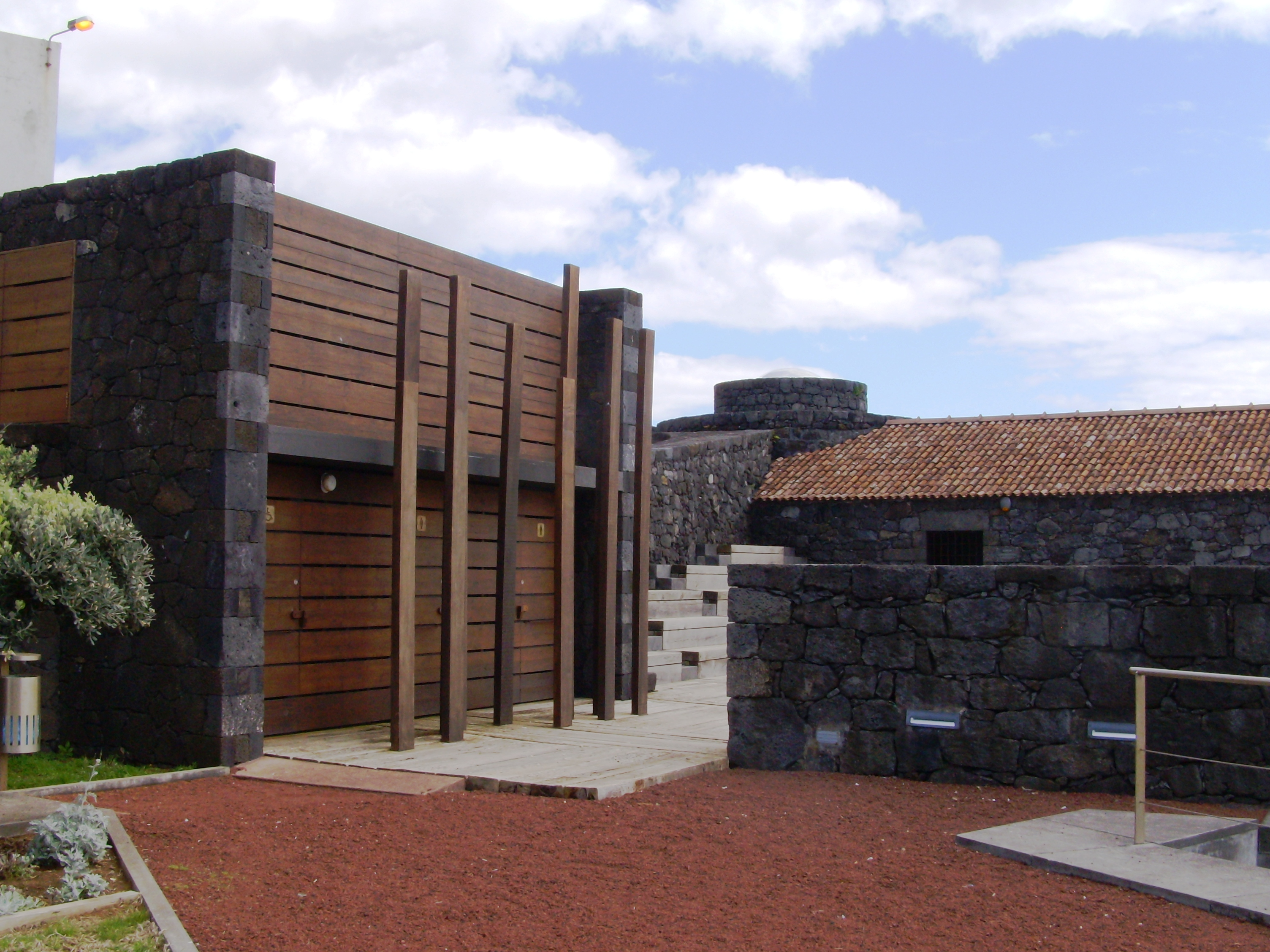
Forte de Santa Catarina: posto de turismo.

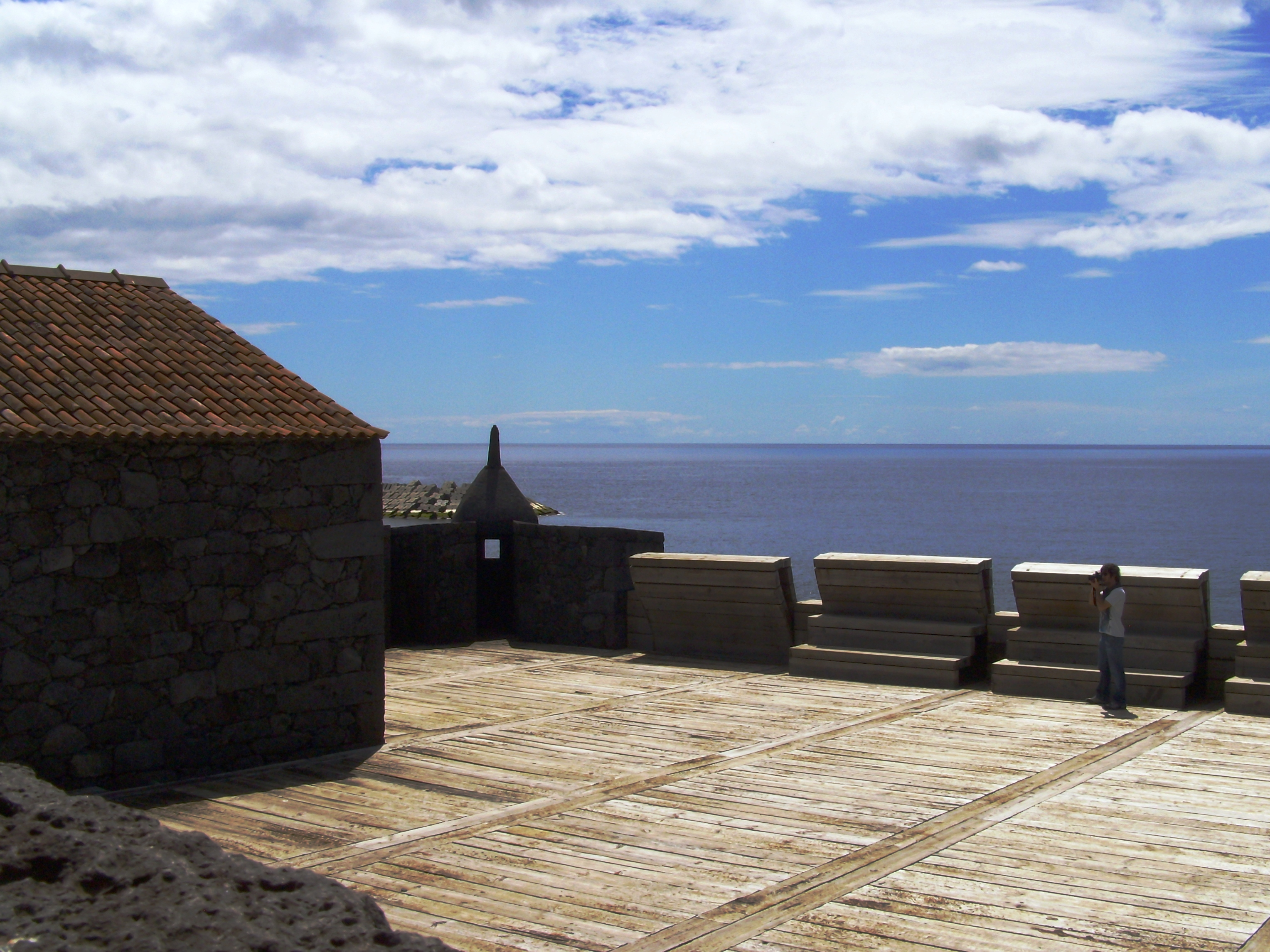
Forte de Santa Catarina: aspecto da praça de armas.

O Forte de Santa Catarina, também referido como Castelo de Santa Catarina e Castelo de Santo António, localiza-se na freguesia de Lajes do Pico, Município de Lajes do Pico, na ilha do Pico, nos Açores.
Em posição dominante sobre este trecho do litoral, constituiu-se em uma fortificação destinada à defesa deste ancoradouro contra os ataques de piratas e corsários, outrora frequentes nesta região do oceano Atlântico.
Constitui-se no único exemplar de arquitetura militar na ilha que subsistiu até aos nossos dias .

## História
Uma lei portuguesa, datada de 15 de Maio de 1574, determinou que, em todas as cidades, vilas e outros portos do mar do reino, houvesse à venda pólvora, chumbo e outras munições, e nelas se construíssem postos de vigia. Estes postos tinham como função dar aviso às populações da aproximação de corsários e piratas, então em grande número nas águas portuguesas, em busca do apresamento e saque das naus das Índias e do Brasil. Eram ainda frequentes os ataques às povoações litorâneas, em busca de víveres, riquezas e de escravos.
Na ilha do Pico, para guarnição desses postos de vigia, o Concelho das Lajes foi dividido em Companhias, como o atestam, por exemplo, na Freguesia de São João, a divisão em Companhia de Baixo e Companhia de Cima.
Nas Lajes do Pico existiram os postos de vigia da Lagoa, da Barra, do Calhau do Soldão e de Santa Catarina.
No contexto da Guerra da Sucessão Espanhola (1702-1714) encontra-se referido como "O Forte de Santa Catharina sobre a Bahia." na relação "Fortificações nos Açores existentes em 1710".
No contexto da Revolução Francesa (1789), com a ascensão de Napoleão Bonaparte ao poder (1799), e pouco mais tarde, a eclosão da Guerra Peninsular (1807-1814), temendo uma possível invasão do reino e seus domínios, cuidou-se do reforço da defesa.
Nesse contexto, o primitivo forte de Santa Catarina, à entrada do porto das Lajes do Pico, foi ampliado ou reconstruído, dando lugar a um forte de modestas dimensões, com cerca de 22 por 34 metros. Em seus muros rasgavam-se sete canhoneiras: uma na muralha virada a Sul, outra na virada a Norte e cinco voltadas a Oeste, sobre o mar. Nos vértices voltados ao mar, erguiam-se duas guaritas. No lado Sul, adossado à muralha, erguia-se uma edificação com a função de Casa do Comando/Quartel de Tropa e Casa da Palamenta/Armazém de pólvora.
Para as suas obras, foi lançado um imposto de 3% sobre os géneros importados.
No ano de 1830, o concelho possuía dezanove Companhias de Ordenanças.
A "Relação" do marechal de campo Barão de Bastos em 1862 refere-o e informa que "Tem um quartel arruinado", e que "As muralhas e parapeitos achão-se arruinados.". A seu respeito observa ainda:
"Como obra defensiva pode desde já desprezar-se pela pouca importância militar que tem a Ilha; entretanto conviria que este forte fosse entregue á Camara Municipal da Villa para tratar da sua conservação como obra util para o Concelho, visto que os alojamentos tem servido, e podem servir de quartel a qualquer força militar que ali vá em serviço, e por ser este o ponto fortificado indicador do pôrto principal da Ilha."
Em 1885, as suas dependências passaram a abrigar um forno de cal e, junto à muralha Norte, foi erguido um novo armazém para apoiar aquele forno.
O conjunto chegou ao final do século XX em ruínas, de que subsistiam apenas a torre de vigia, as canhoneiras e um barracão. Em seu interior encontravam-se os vestígios do forno de cal instalado no final do século XIX.
Encontra-se classificado como Imóvel de Interesse Público pelo Decreto n.º 95/78, de 12 de Setembro, publicado no Diário da República, I Série, n.º 210.
Graças à doação da propriedade por parte dos herdeiros de Manoel da Rosa e Maria da Conceição Machado e Rosa, e dos de Luísa Amélia da Silveira, após intervenção de consolidação e restauro por iniciativa da Câmara Municipal das Lajes do Pico, o forte foi requalificado e reinaugurado em 26 de Agosto de 2006. O espaço compõem-se de um posto municipal de informação turística, loja de produtos regionais e livraria, jardim público e miradouro, área de animação e espectáculos ao ar livre (anfiteatro), e instalações sanitárias.
Em 2011 o forte foi distinguido com o Prémio Nacional de Arquitectura Paisagista, na categoria de obra e sub-categoria de Desenho Urbano. A premiação, organizada pelo jornal Arquitecturas, destacou o trabalho realizado pela empresa Arquitectos Paisagistas Associados Lda., que conta com a assinatura dos arquitectos Luís Cabral, Vasco Simões, Rui Pinto e Ana Teresa Robalo, e dos engenheiros Francisco Salpico, Nelson Capote e José Rosendo.